# Жидкие гвозди
Жидкие гвозди (англ. liquid nails) — вид строительного клея.

## Состав
Основой жидких гвоздей является синтетический каучук с присутствием полимеров. В качестве наполнителя в классическом варианте жидких гвоздей используется особый вид глины, обладающий повышенной пластичностью. Этот вид глины добывается в штате Техас (США), где и сосредоточены основные производственные мощности американских производителей этого вида строительных материалов.
В последнее время некоторые производители стали заменять этот особый вид глины мелом (карбонат кальция), что не самым лучшим образом сказывается на качестве продукции (прочности). За счет применения мела вместо глины производители добиваются белого цвета готовой продукции.
В классическом варианте для придания клею белого цвета используется диоксид титана.
Ещё один немаловажный аспект — наличие в составе жидких гвоздей толуола и ацетона, современные виды жидких гвоздей не содержат данных веществ. Эти вещества токсичны и вредны для человеческого организма. Толуол улучшает адгезию клея, но медленно сохнет, ацетон же ускоряет высыхание. Именно этим двум компонентам мы обязаны резким и удушливым запахом, который можно уловить при использовании дешёвого клея.

## Виды
Существует два вида жидких гвоздей.
Первый вид, основанный на органическом растворителе — неопреновые. Но они не безвредны и у них резкий запах, который держится несколько дней после монтажа.
Второй вид — на водной основе (водоэмульсионные акриловые гвозди). Они безвредны и экологичны, но годны лишь для пористых материалов (например, кафеля), боятся высокой влажности и должны наноситься при температуре выше нуля (во избежание замерзания воды).
Конкретные разновидности клеев отличаются тем, что одни предназначены в основном для пластиков и могут быть использованы в сухих помещениях, другие не боятся влажности и стойки к грибкам, третьи не содержат вредных компонентов, четвёртыми можно клеить всё подряд, пятые обладают повышенной прочностью и быстро схватываются и т. д. Также они отличаются временем схватывания склеиваемых поверхностей.

## Предназначение
Рекомендуется применять для приклеивания: керамической плитки, гипсокартона, пробковых панелей, большинства пластиков, дерева, алюминия, керамики, стекла. Иногда применяются для герметизации ванн и душевых комнат, дверных рам, оконных переплётов, вентиляционных отверстий и проёмов, раковин, сайдинга, щелей в стенах, штукатурке, антресолей, угловых стыков, столешниц и т. д., но лучше использовать для этого специальные герметики.

## Способ применения
Наносят «жидкие гвозди» на сухую обезжиренную чистую поверхность, но не одним сплошным слоем, а точками или змейкой (если материал тяжелый). Они высыхают за 12—24 часа в зависимости от температуры, влажности и толщины слоя. Полная полимеризация жидких гвоздей происходит через одну неделю. Не рекомендуется применять для склеивания материалов, которые долго находятся под водой.